# Altarstenen i Oderljunga

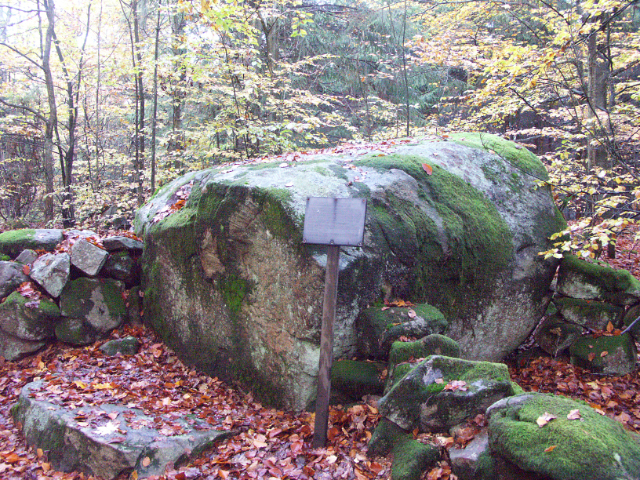
Altarstenen med informationsskylt

Altarstenen i Oderljunga ligger i skogen cirka fyra kilometer från Oderljunga i Perstorps kommun i norra Skåne. 
Enligt sägnen utgjorde altarstenen platsen för friluftsgudstjänster som leddes av prosten Morthen Jörgenssen Odder då de ordinarie gudstjänsterna i kyrkan stördes av snapphanar. Som hämnd skall snapphanarna, under ledning av Truls Andersson, ha kidnappat prosten och tvingat denne att hålla mässa för dem vid Altarstenen. Prosten skall då ha hållit en straffpredikan som så starkt berörde de närvarande att flera av dem slutade med stråtröveri och återvände till hederligt arbete. De skall då ha benådats av Karl XI.